# Béard-Géovreissiat
Béard-Géovreissiat är en kommun i departementet Ain i regionen Auvergne-Rhône-Alpes i östra Frankrike. Kommunen ligger  i kantonen  Nantua som ligger i arrondissementet Nantua. Kommunens areal är 4,69 km². År 2022 hade Béard-Géovreissiat 1 048 invånare.

## Befolkningsutveckling
Antalet invånare i kommunen Béard-Géovreissiat
Referens: INSEE